# Brachystelma tabularium
Brachystelma tabularium är en oleanderväxtart som beskrevs av Robert Allen Dyer. Brachystelma tabularium ingår i släktet Brachystelma och familjen oleanderväxter. Inga underarter finns listade i Catalogue of Life.